# Jakob Koganowsky

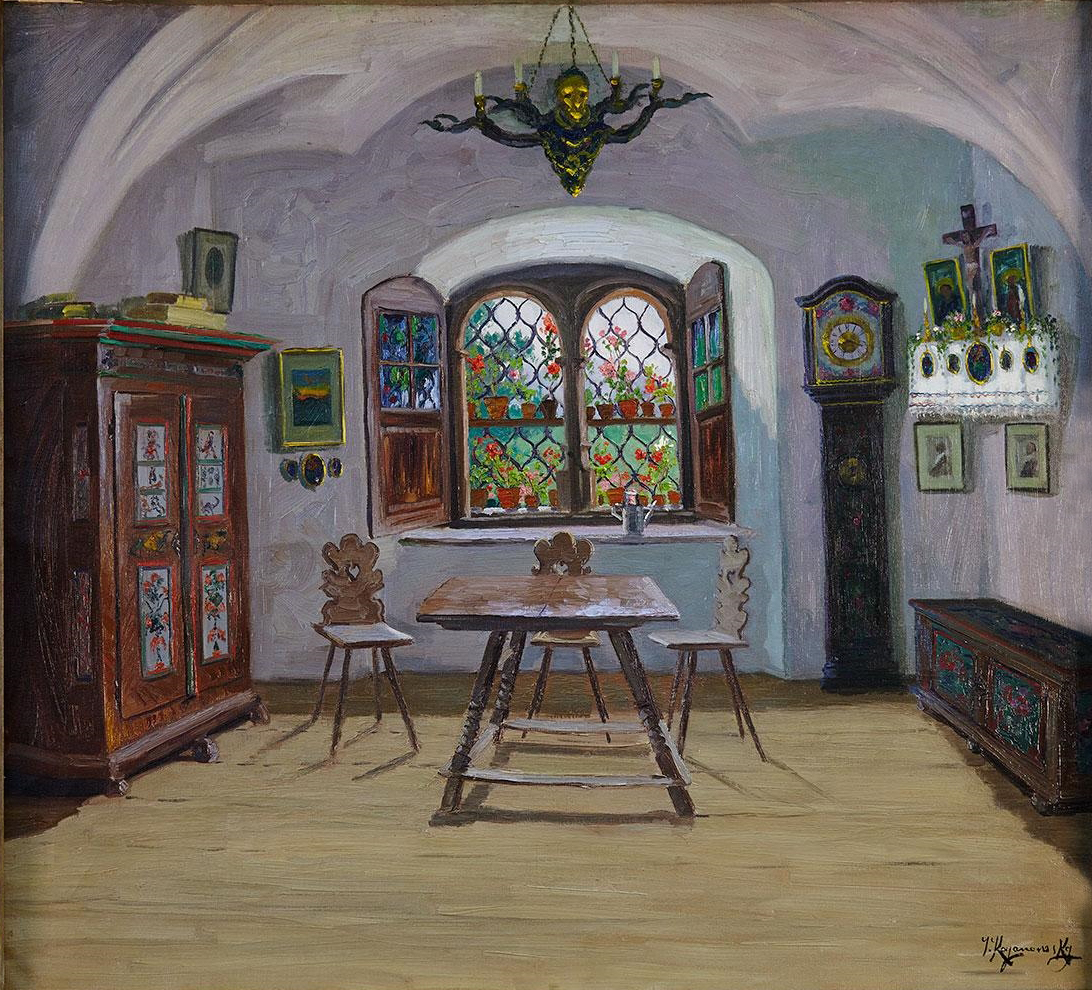
Österreichische Stube (um 1920)

Jakob Koganowsky (auch Koganowski, * 4. Februar 1874 in Kiew; † 15. März 1926 in Wien) war ein österreichischer Maler ukrainisch-jüdischer Abstammung.

## Leben und Werk
Koganowsky begann seine Kunstlehre in einer Zeichenschule in Odessa.
Ab 1898 studierte er an der Akademie der bildenden Künste Wien bei Christian Griepenkerl und setzte sein Studium ab dem 2. November 1899 an der Akademie der bildenden Künste München bei Johann Herterich, Otto Seitz und Heinrich Zügel fort.
Nach dem Studium war er als freischaffender Künstler in Wien tätig. Er schuf großformatige Landschaftsbilder sowie menschenleere Ansichten von Innenräumen.
Er nahm in Jahren 1907, 1908 und 1909 an Ausstellungen im Wiener Künstlerhaus teil. 1911 zeigte er seine Werke im Kunstsalon Pisko.
Jakob Koganowsky starb am 15. März 1926 im Alter von 52 Jahren in Wien.